# Гідрокарбільна група
Гідрокарбільна група (рос. гидрокарбильная группа, англ. hydrocarbyl group) - одновалентна група, утворена з вуглеводню відніманням атома Н від вуглеводню. Пор. гетероциклільні, органогетерильні, органільні групи. Приклад: етил, феніл.